# Eiseniella
Eiseniella é um género de Lumbricidae.
O género foi descrito em 1900 por W. Michaelsen.
Possui distribuição cosmopolita.
Espécies:
- Eiseniella neapolitana
- Eiseniella tetraedra